# Mlandoth
Mlandoth är en fiktiv gudalik varelse skapad av Walter C. DeBill Jr.
Mlandoth är en avatar av Ubbo-Sathla och kanske till och med den mystiska varelse som Clark Ashton Smith och andra författare beskrev ha delats i Ubbo-Sathla och Azathoth. Mlandoth är en av de mindre yttre gudarna (Lesser Outer Gods) i Cthulhumytologin och den existerade innan mänskligt liv uppstod och hade vi den tiden formen av Ngyr-Kharhoth.